# シノラゼパム
シノラゼパム（英：Cinolazepam、商品名Gerodormとして販売された）は、ベンゾジアゼピン誘導体である薬物である。抗不安薬、抗てんかん薬、鎮静薬、骨格筋弛緩薬としての作用がある。強い鎮静作用があるため、主に睡眠薬として使用される。
1978年に特許が取得され、1992年に医療用に使用されるようになった。シノラゼパムは主にルーマニアとスロバキアで使用されており、アメリカやカナダでは販売が承認されていない。